# 寡鳞鱊
寡鳞鱊（学名：Acheilognathus hypselonotus）为輻鰭魚綱鲤形目鱊科鱊屬的鱼类，是中国的特有物种。分布于长江流域各处等。该物种的模式产地在长江，體長可達16.5公分。此物种曾被认为已灭绝，却于2018.8.19于洞庭湖被重新记录。